# サヤーム・ギーラー
サヤーム・ギーラー（タイ語：สยามกีฬา รายวัน　英語：Siam Sport Daily）は、タイ王国のタイ語日刊スポーツ新聞。1985年3月8日 に創刊。 日本語では英語名をカタカナにおこしてサイアム・スポーツと呼ばれることのほうが多い。2012年1月現在、1部20バーツ。

## 概要
サヤーム・ギーラーはタイ最大のスポーツメディア企業、サヤーム・スポーツ・シンジケート社（สยามสปอร์ต ซินดิเคท จำกัด มหาชน Siam Sport Syndicate PCL）が発行する複数の日刊紙の中の基幹紙であり、タイ国内外のスポーツの試合結果、記事を掲載する総合スポーツ紙になっているが、主にサッカーやバレーボール、陸上競技などの国内試合を扱う。タイで人気の高いヨーロッパ各国のサッカーやムエタイ・ボクシングについては、同社発行の海外サッカーを中心にした日刊スポーツ紙スター・サッカー（สตาร์ซอคเก้อร์ รายวัน Star Soccer Daily）、海外サッカーのギャンブル情報に特化した日刊紙スポーツ・プール（สปอร์ตพูล รายวัน Sport Pool Daily）、ヨーロッパ中心のサッカーに加え北米のスポーツ情報を増やした日刊紙スポーツ・マン（สปอร์ตแมน รายวัน Sport Man Daily）、ムエタイ・ボクシング専門の日刊紙ムアイ・サヤーム（มวยสยาม รายวัน Muay Siam Daily）があり、情報も充実しているので基幹紙のサヤーム・ギーラーよりも売れ行きが良い。またグループ企業が発行する日刊芸能情報紙にサヤーム・ダーラー（สยามดารา รายวัน Siam Dara Daily）がある。( ข่าวสยามกีฬา Siam Sport )